# Eleutherodactylus gryllus
El coquí grillo (Eleutherodactylus gryllus) es una especie de rana nativa de Puerto Rico perteneciente a la familia Eleutherodactylidae.